# 莱斯皮莱斯
莱斯皮莱斯，是西班牙加泰罗尼亚塔拉戈纳省的一个市镇。总面积23平方公里，总人口189人（2001年），人口密度8人/平方公里。